# 총배설강

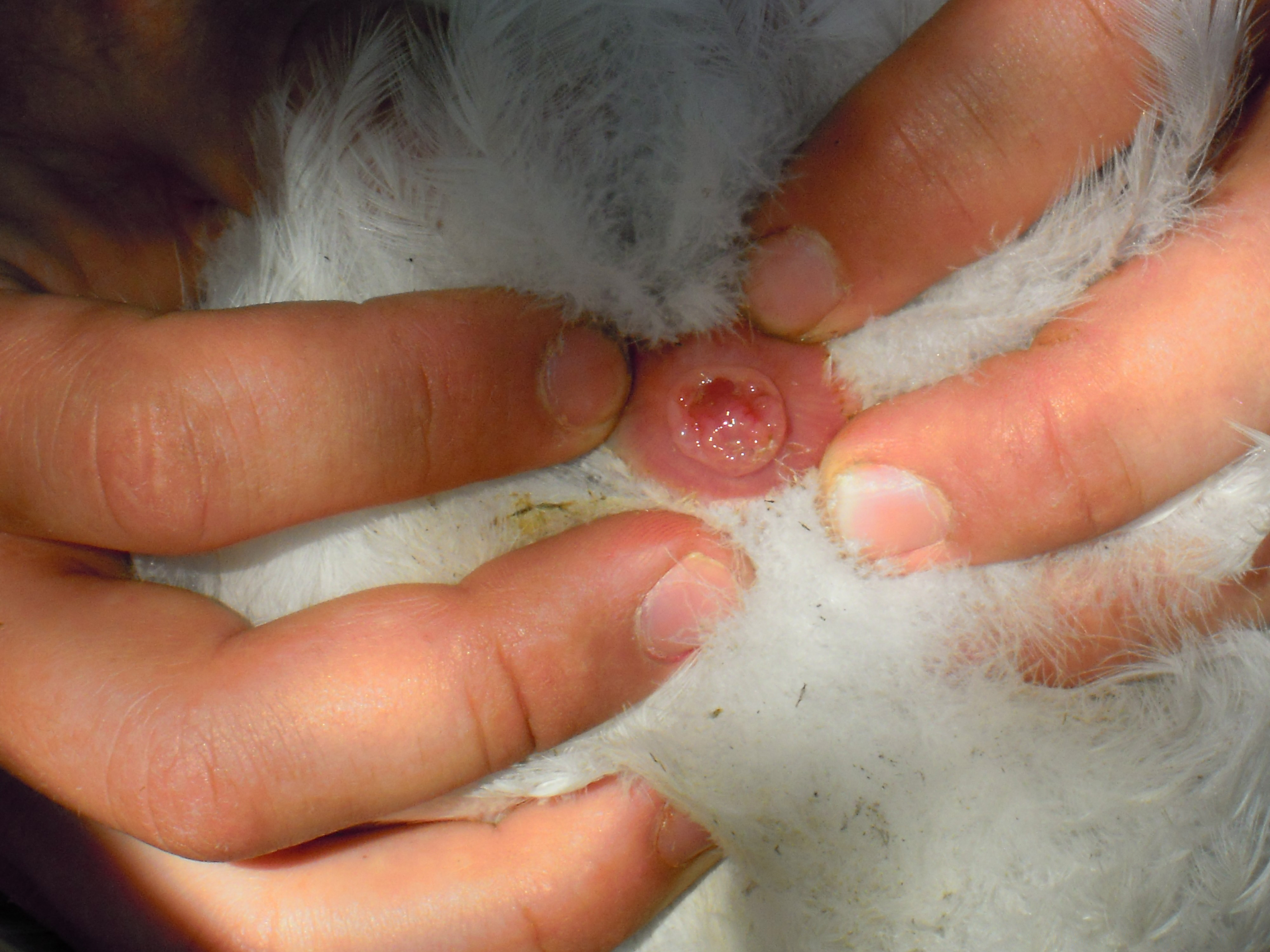
암컷 새의 총배설강

총배설강(總排泄腔, cloaca)은 특정 동물들에게서 나타나는, 소화(대변 배출), 배설(소변 배설), 생식(새끼나 알의 출산)을 모두 처리하는("총") 하나의 구멍이다. 모든 양서류, 조류, 파충류는 총배설강을 가지며, 포유류의 경우 일부 종(단공류, 텐렉과, 황금두더지)만이 총배설강을 갖는다. 진수하강의 포유류는 대부분 2개 또는 3개로 분화된 구멍들을 가지기에 총배설강이 없다. 예컨대 영장류의 암컷은 항문, 요도, 질구의 3개 구멍을 가지고 있고 인간의 수컷은 요도가 정액의 배출관 역할을 겸하므로 항문과 요도의 2개 구멍을 가지고 있다.